# Гаясова Олена Михайлівна
Оле́на Миха́йлівна Гая́сова (* 1969) — українська лижниця; учасниця Олімпійських ігор-1998.

## З життєпису
Народилася 1969 року в місті Вологда. Учасниця Чемпіонату світу з лижних видів спорту-1993 (Рамзау-ам-Дахштайн). Брала участь у п'яти змаганнях на зимових Олімпійських іграх-1998. Посіла 9-ту сходинку — разом із Валентиною Шевченко, Іриною Тараненко-Терелею та Мариною Пестряковою. На Чемпіонаті світу з лижних видів спорту-2001 посіла 10-ту сходинку.